# Numme Numsen
Numme Numsen, gebürtig Nikolaus Christian Willi (* 3. März 1906 in Erfde; vermisst seit April 1945 in Berlin), früheres Pseudonym: Num Numsen, war ein deutscher Lehrer und Schriftsteller.

## Leben und Wirken
Numme Numsen war ein Sohn des Schmiedemeisters und Landmaschinenhändlers Richard Numsen (* 18. März 1878 in Wallen; † 14. September 1923 in Erfde) und dessen Ehefrau Catharina Margarethe, geborene Sorth (* 3. April 1883 in Erfde; † 27. Mai 1909 in Kiel). Die Mutter war eine Tochter von Hinrich Sorth (1858–1917).
Nach einem Besuch der Volksschule von Erfde lernte Numsen von 1917 bis zur Reifeprüfung 1927 am Realgymnasium in Rendsburg. Seine schriftliche Leistung bestand aus einer umfangreicheren Hausarbeit über Gustav Frenssen. Im Sommersemester 1927 begann er in München ein Studium der Germanistik, Geschichte, Philosophie und Leibesübungen. Die Wintersemester 1927/28 und 1928/29 und die Zeit bis zum Wintersemester 1931/32 verbrachte er in Kiel. Im Sommersemester 1928 studierte er in Freiburg im Breisgau. Während des Studiums interessierte er sich hauptsächlich für Germanistik.
Numsen hörte insbesondere bei Fritz Strich in München, Philipp Witkop in Freiburg und Wolfgang Liepe, Fritz Brüggemann, Eugen Wolff, Carl Wesle sowie Otto Mensing in Kiel. Im Juli 1932 legte er die wissenschaftliche Prüfung für das Lehramt an höheren Schulen mit den Hauptfächern Deutsch und Geschichte ab. Von Herbst 1932 bis Ostern 1933 verbrachte er seine Referendarzeit am Oberlyzeum in Wandsbek, danach bis Ostern 1933 an der Nationalpolitischen Erziehungsanstalt in Plön, anschließend bis Herbst 1934 am Reform-Realgymnasiums in Altona. Im September 1934 bestand er in Altona das Assessorexamen. Danach erhielt er Nebenstellen am Gymnasium von Wandsbek und einer Realschule in Rahlstedt.
Während seiner Studienzeit und den Anfangsjahren als Lehrer besuchte Numsen Skandinavien, West-, Süd- und Südosteuropa. Dabei kontaktierte er Schriftsteller, darunter Felix Timmermans, Selma Lagerlöf oder Trygve Gulbranssen. Über die ersten beiden Treffen publizierte er Berichte. Begleitend zur Lehrtätigkeit verfasste er Artikel für den Reichssender Hamburg sowie für Zeitungen und Zeitschriften. 1933 erschien sein erstes Buch über Gustav Frenssen.
Zu Ostern 1938 beendete Numsen die Lehrtätigkeit, um ganz als Schriftsteller arbeiten und sich mit der Verlegertätigkeit beschäftigen zu können. Im selben Jahr gab er ein weiteres Buch über Frenssen und eines über Hermann Claudius heraus. Im September 1939 bestand er die Prüfung als Verlagsbuchhändler. Anschließend absolvierte er ein wenige Monate dauerndes Volontariat beim NS-Kurier in Stuttgart. Im November 1939 erklärte ihn der Reichsverband der Deutschen Presse zum Schriftleiter, wo er seine Vorhaben jedoch nicht realisieren konnte. Ab dem März 1940 arbeitete er daher erneut als Lehrer an der Oberschule für Jungen in Harburg. Im September 1940 wurde er zur Wehrmacht einberufen.
In den letzten Wochen des Zweiten Weltkriegs diente Numsen als Leutnant einer Flakeinheit in Berlin. Am 23. April 1945 wurde er dort letztmals gesehen.

## Werke
Numsen widmete sich der zeitgenössischen Literatur, insbesondere im niederdeutschen Sprachgebiet. Sein Interesse galt vornehmlich den Schriftstellern. Er pflegte ein Vertrauensverhältnis mit Frenssen, empfand wie dieser und fühlte sich ihm innerlich zugeneigt. Von November 1932 bis zu Frenssens Todestag am 11. April 1945 korrespondierten beiden in großem Umfang. Auch wenn Numsen Frenssen verehrte, kritisierte er ihn mehrfach und schlug ihm vor, Aspekte neu zu interpretieren, klarzustellen oder zu korrigieren.
Numsen schrieb eine Interpretation von Frenssens Leben und Werk, der dieser zustimmte. Daher kann Numsens Schrift als authentisch angesehen werden. Für Frenssens 100.000stes Exemplar des Buches „Glaube der Nordmark“ durfte er 1938 das Vorwort formulieren. Anlässlich Frenssens 70. Geburtstag gab Numsen sein erstes Buch über den Schriftsteller heraus. Darin beschrieb er, wie dessen Grundhaltung in Verbindung zur Natur, Gott, dem Volkstum und ähnlichem stehe. Frenssen sei ein „Volksdichter im besten Sinne des Wortes“, so Numsen. In seinem zweiten Buch aus dem Jahr 1938 arbeitete er stärker biographisch. Darin wies er auf Frenssens Verwurzelung mit dem Geburtsort Dithmarschen und dessen Ablehnung der christlichen Lehre hin und räumte rassistischen Elementen von Frenssens Werken, denen er zustimmte, größeren Raum ein.
Numsen entwickelte sich zu der Person, die den besten Zugang zu Frenssen hatte und stellte ihn in den Mittelpunkt seines Schaffens. Dies zeigte sich auch in zahlreichen Aufsätzen, die er inhaltlich wie Frenssen gestaltete. In einem Aufsatz von 1940 stellte er Frenssen als Person dar, die früh für den Biologismus und Vitalismus im Sinne der Rassenideologie der Nationalsozialisten gekämpft habe und für deren praktische Umsetzung in Form von Zuchtwahl und Zwangssterilisation biologisch minderwertiger Personen eingetreten sei.
Numsen ging, ähnlich wie in den Werken über Frenssen, auch bei der Biographie über Hermann Claudius davon aus, dass Werk und Leben des Künstlers identisch seien. Er beschäftigte sich in seinen Schriften nahezu ausnahmslos mit zeitgenössischen Schriftstellern der niederdeutschen Heimatkunstbewegung, die mitunter in einen Zusammenhang mit der Blut-und-Boden-Ideologie gebracht werden konnten.
Über die literaturwissenschaftlichen Werke hinaus verfasste Numsen mehrere Gedichte, die teilweise in den Druck gingen. Alle Gedichte sandte er als Sammlung mit seinem letzten Brief in die Heimat. Sie beschreiben größtenteils Stimmungsbilder, die durch einen hingebungsvollen, idealistischen Nationalsozialismus gekennzeichnet sind. Den Tod für das Deutsche Reich bezeichnete er darin als erfüllend.

## Familie
Am 2. Oktober 1938 heiratete Numsen in Remagen „Elisabeth (Lisa)“ Helene Freiin von Türckheim (* 28. Februar 1918 in Stuttgart). Sie war eine Tochter des Hauptmanns a. D. Ulrich Freiherr von Türckheim (1883–1932) und dessen Ehefrau Irene, geborene Duderstadt (1889–1968), die in Eßlingen am Neckar eine Fabrik besaß.
Numsen hatte zwei Töchter und einen Sohn.